# 1999 في العراق
فيما يلي قوائم الأحداث التي وقعت خلال عام 1999 في العراق.

## أحداث

### فبراير
- الانتفاضة العراقية 1999 بدأت من 19 فبراير 1999 وحتى نهاية أيام أبريل من 1999 في العراق، في أعقاب مقتل محمد محمد صادق الصدر من قبل نظام حزب البعث بزعامة صدام حسين، وحدثت المواجهات بين قوات الجيش العراقي الموالية للنظام والمقاتلين الشيعة.

### مارس
- انعقاد مؤتمر نيويورك للمعارضة العراقية في آذار/مارس 1999 في الولايات المتحدة بمشاركة عدد من فصائل وشخصيات معارضة لنظام صدام حسين.[1]

### ديسمبر
- 3 ديسمبر اعتماد قرار مجلس الأمن التابع للأمم المتحدة رقم 1280.
- 10 ديسمبر اعتماد قرار مجلس الأمن التابع للأمم المتحدة رقم 1281.
- 17 ديسمبر اعتماد قرار مجلس الأمن التابع للأمم المتحدة رقم 1284.

## مواليد

### سبتمبر
- 18 سبتمبر - فهد وعد البياتي، لاعب كرة قدم قطري من أصل عراقي.

## وفيات
- خالد حبيب الراوي، صحفي عراقي.
- فوزي كريم، شاعر عراقي.
- كمال السامرائي، طبيب عراقي.
- محمد حديد، سياسي عراقي.

### فبراير
- 19 فبراير - محمد محمد صادق الصدر، عالم دين عراقي.
- 23 فبراير - محمد تقي مهدي، كاتب أمريكي من أصل عراقي.

### أكتوبر
- 11 أكتوبر - رافع دحام التكريتي، سياسي عراقي.

### يونيو
- 22 يونيو - عبد اللطيف البدري، جراح عراقي.
- 27 يونيو - نهاد علي، مصور سينمائي عراقي.

### أغسطس
- 3 أغسطس - عبد الوهاب البياتي، شاعؤ وأديب عراقي.